# Westcliff-on-Sea
Westcliff-on-Sea – dzielnica miasta Southend-on-Sea, w Anglii, w hrabstwie ceremonialnym Essex, w dystrykcie (unitary authority) Southend-on-Sea, w unparished area Southend-on-Sea. W 2018 miejscowość liczyła 23,798 mieszkańców.